# Kuusijärvi (Pajala socken, Norrbotten)
Kuusijärvi är en sjö i Pajala kommun i Norrbotten och ingår i Torneälvens huvudavrinningsområde.